# Tangkas Juniors 2011
Das Tangkas Juniors 2012 als bedeutendstes internationales Nachwuchsturnier von Indonesien im Badminton fand vom 27. Juni bis zum 2. Juli 2012 in Jakarta statt.

## Sieger und Platzierte
| Disziplin    | Gold                                  | Silber                                 | Bronze                              |
| ------------ | ------------------------------------- | -------------------------------------- | ----------------------------------- |
| Herreneinzel | Sitthikom Thammasin                   | Fikri Ihsandi Hadmadi                  | Lee Hong-je                         |
| Herreneinzel | Sitthikom Thammasin                   | Fikri Ihsandi Hadmadi                  | Eka Fajar Kusuma                    |
| Dameneinzel  | Rusydina Antardayu Riodingin          | Song Min-jin                           | Ko Eun-byul                         |
| Dameneinzel  | Rusydina Antardayu Riodingin          | Song Min-jin                           | Dian Fitriani                       |
| Herrendoppel | Arya Maulana Aldiartama Edi Subaktiar | Kim Dong-joo Lee Hong-je               | Inkarat Apisuk Sitthikom Thammasin  |
| Herrendoppel | Arya Maulana Aldiartama Edi Subaktiar | Kim Dong-joo Lee Hong-je               | Alfian Eko Prasetya Salmonco Andrio |
| Damendoppel  | Aris Budiharti Dian Fitriani          | Anggia Shitta Awanda Shella Devi Aulia | Ko Eun-byul Song Min-jin            |
| Damendoppel  | Aris Budiharti Dian Fitriani          | Anggia Shitta Awanda Shella Devi Aulia | Kim Chan-mi Park So-young           |
| Mixed        | Hafiz Faizal Shella Devi Aulia        | Putra Eka Rhoma Aris Budiharti         | Jung Jae-wook Shin Seung-chan       |
| Mixed        | Hafiz Faizal Shella Devi Aulia        | Putra Eka Rhoma Aris Budiharti         | Jung Bong-chan Kim Hyo-min          |